# Leopold Stecki
Leopold Stecki (ur. 15 września 1927 w Zdrojku, zm. 17 lutego 2020 w Toruniu) – polski prawnik, emerytowany profesor zwyczajny Uniwersytetu Mikołaja Kopernika w Toruniu.

## Życiorys
W 1952 ukończył studia prawnicze na Uniwersytecie im. Adama Mickiewicza w Poznaniu. W 1965 uzyskał stopień doktora, a w 1970 obronił pracę habilitacyjną na katedrze prawa cywilnego na UAM w Poznaniu. W tym samym roku został profesorem nadzwyczajnym na UMK w Toruniu. W 1980 odbył staż naukowy na Uniwersytecie Ludwika i Maksymiliana w Monachium. W 1985 otrzymał tytuł profesora zwyczajnego.
Od 1970 jest związany z Uniwersytetem Mikołaja Kopernika w Toruniu. Pełnił tam przez wiele lat funkcję kierownika Zakładu Prawa Cywilnego, a następnie Katedry Prawa Cywilnego i Spółdzielczego. Jest członkiem komitetu redakcyjnego serii wydawniczej Studia Iuridica w Toruniu, komitetu redakcyjnego Studiów Cywilistycznych w Krakowie oraz Towarzystwa Naukowego w Toruniu.
Odbył wiele staży naukowo-badawczych (m.in. w Cambridge, Oksfordzie, Monachium, Hamburgu). Prowadził wykłady i seminaria na wielu uniwersytetach w Europie Zachodniej. Jako profesor wizytujący wykładał prawo cywilne, rodzinne, handlowe i spółdzielcze.
Jest autorem ponad 300 prac naukowych, w tym wielu książek (głównie z dziedziny prawa cywilnego i handlowego).
Jest też laureatem wielu państwowych nagród naukowych. Odznaczony Złotym Krzyżem Zasługi, Medalem Komisji Edukacji Narodowej. W 1997 otrzymał Krzyż Oficerski Orderu Odrodzenia Polski.

## Wybrane prace
- Koncern (2001)
- Sponsoring (2 wydania: 1995, 2000)
- Holding (2 wydania: 1995, 1999)
- Leasing (1999)
- Darowizna (1998)
- Karty kredytowe (1998)
- Consulting (2 tomy, 1997)
- Forfaiting (2 wydania: 1994, 1997)
- Konsorcjum (2 wydania: 1994, 1997)
- Franchising (3 wydania: 1993, 1994, 1997)
- Fundacja (1996)
- Umowa factoringu (3 wydania: 1993, 1994, 1996)
- Factoring w praktyce bankowej (2 wydania: 1995, 1996)
- Prawo spółdzielcze (1979)
- Opóźnienie w wykonaniu zobowiązań pieniężnych (1970)